# Acheritu
Acheritu (gr. Αχερίτου, tur. Güvercinlik) – wieś na Cyprze, w Dystrykcie Famagusta. Znajduje się de facto pod zarządem Cypru Północnego.